# Tom Browne (dessinateur)
Pour les articles homonymes, voir Tom Browne et Browne.
Thomas Arthur Browne, dit Tom Browne (1870-1910) est un auteur de bande dessinée, illustrateur et peintre Britannique extrêmement populaire durant sa courte période d'activité.

## Biographie
Il a collaboré à Comic Cuts, Punch, The Tatler ou encore Illustrated Chips (en), pour qui il a créé Weary Willie and Tired Tim, série qui paraît en couverture de l'hebdomadaire jusqu'en 1953. Membre fondateur du London Sketch Club (en) le 1er avril 1898, il est accepté à la Royal Society of British Artists la même année puis au Royal Institute of Painters in Water Colours (en) en 1902.
Il est aujourd'hui également connu pour avoir créé le logo de la marque de whisky Johnnie Walker. Atteint d'un cancer de la gorge, il meurt à 39 ans des suites d'une opération.

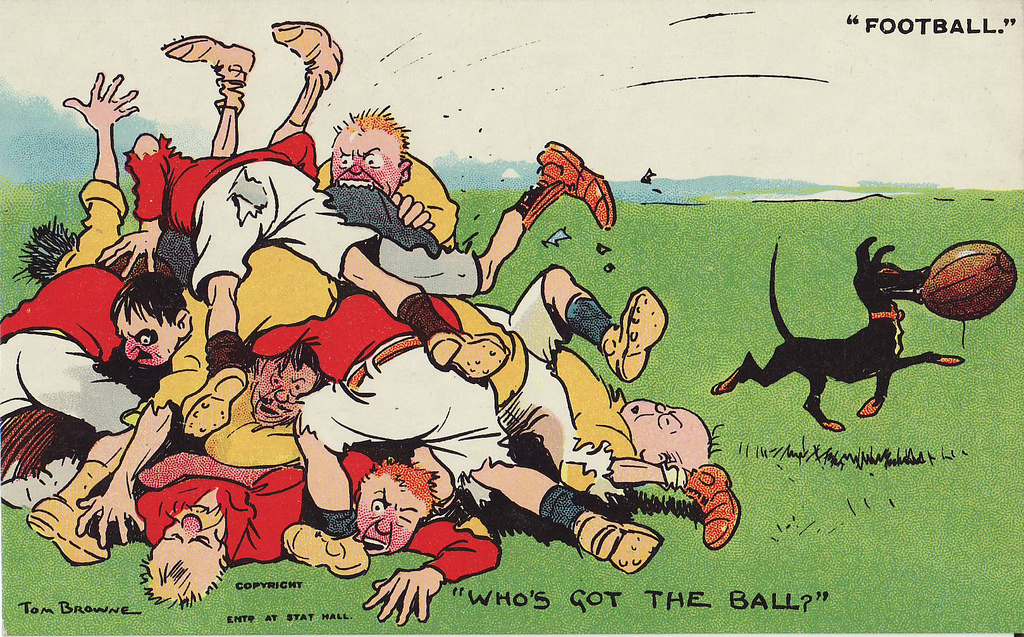
« Who's got the Ball », dessin humoristique (vers 1905).
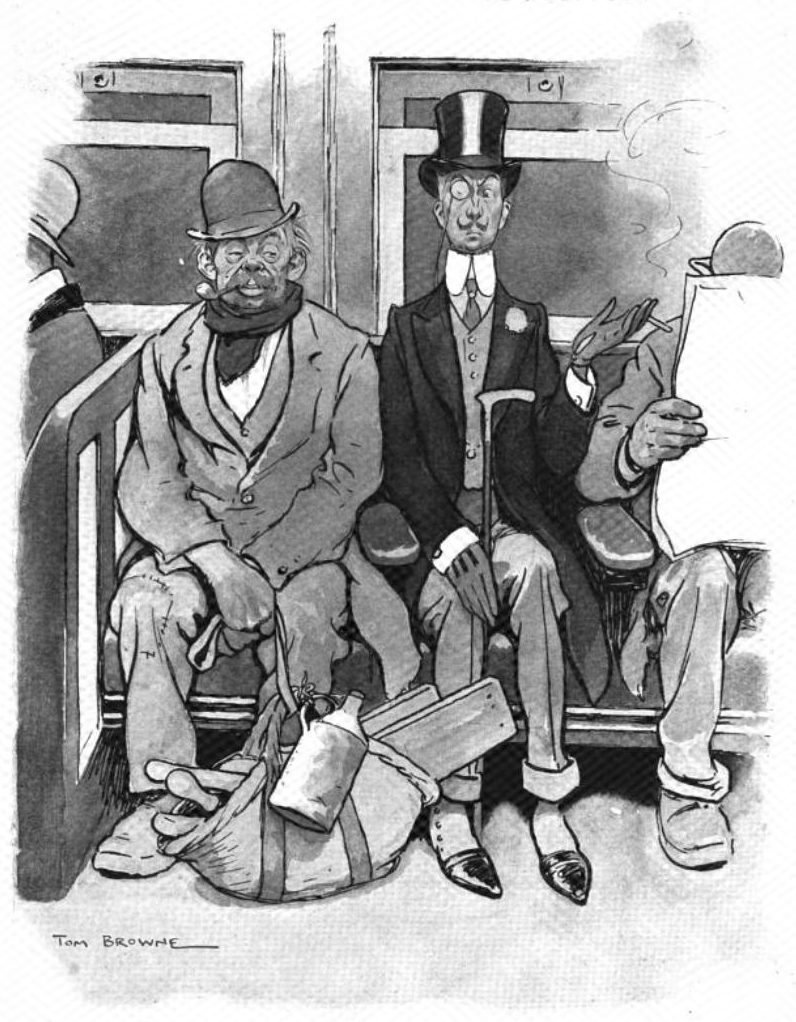
Illustration dans The Sketch du 8 april 1903.
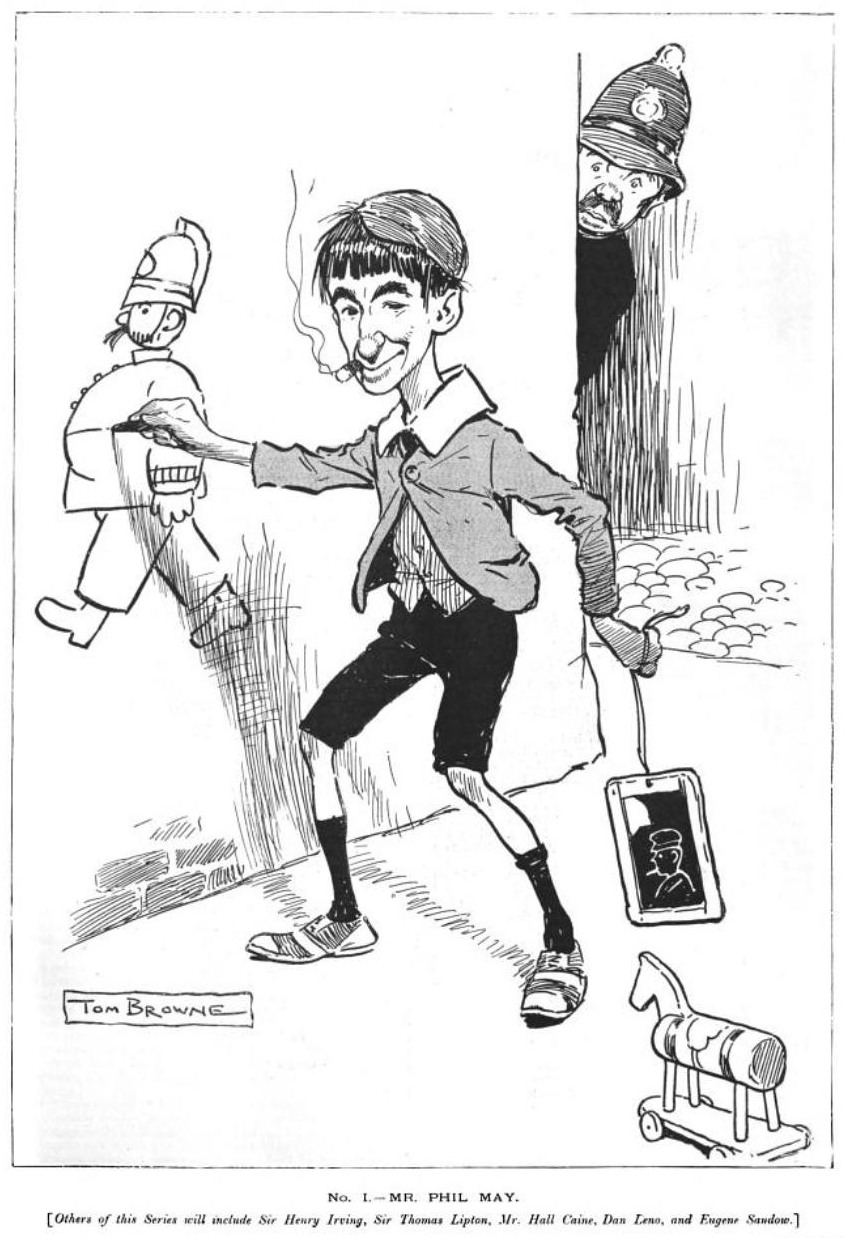
Le caricaturiste Phil May jeune caricaturé dans The Sketch du 4 décembre 1901.
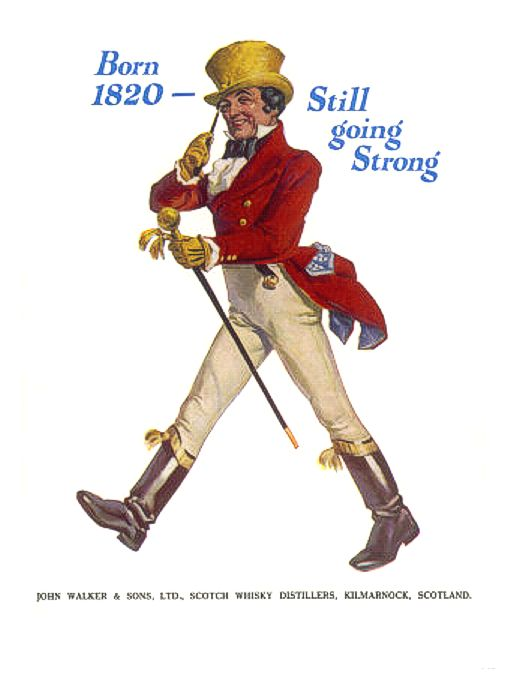
The Striding Man (L'homme qui marche à grands pas), logo original (1909) de Johnnie Walker.